# Savinho
Savinho, właśc. Sávio Moreira de Oliveira (ur. 10 kwietnia 2004 w São Mateus) – brazylijski piłkarz, występujący na pozycji skrzydłowego w angielskim klubie Manchesterze City oraz w reprezentacji Brazylii. Uczestnik Copa América 2024.

## Kariera klubowa

### Atlético Mineiro
Urodzony w São Mateus, w stanie Espírito Santo, Sávio dołączył do młodzieżowej drużyny Atlético Mineiro w 2018 roku. Podpisał swój pierwszy profesjonalny kontrakt 18 czerwca 2020 roku, zgadzając się na trzyletnią umowę z klauzulą wykupu w wysokości 60 milionów euro.
19 września 2020 roku zadebiutował w swoim pierwszym meczu w barwach Atlético, grając przez ostatnie dziesięć minut wygranego 4–3 meczu wyjazdowego z Atlético Goianiense w Série A. 
19 maja 2022 roku zdobył swoją pierwszą bramkę jako zawodowiec, która była ostatnią w wygranym 3–1 meczu u siebie w Copa Libertadores przeciwko Independiente del Valle.

### Troyes
30 czerwca 2022 roku Atlético ogłosiło porozumienie z City Football Group w sprawie transferu Sávio, ustalając kwotę na 6,5 miliona euro, z dodatkowymi 6 milionami euro w zmiennych. Ostatecznie nigdy w nim nie zadebiutował

### Wypożyczenie do PSV
22 lipca 2022 roku Sávio został wypożyczony do PSV na sezon 2022–23. Łącznie w barwach PSV I Jong PSV rozegrał 15 spotkań w których strzelił 2 bramki i zaliczył dwie asysty. W barwach Eindhoven sięgnął po puchar i superpuchar Holandii.

### Wypożyczenie do Girony
13 lipca 2023 roku przeszedł na wypożyczenie do hiszpańskiej Girony, na sezon 2023–24. Został głównym filarem zespołu, oraz ważnym elementem w walce o ligę hiszpańską.

## Statystyki kariery

### Klubowe
(aktualne na dzień 21 grudnia 2023)
| Club               | Season             | Liga               | Liga  | Liga   | Liga stanowa | Liga stanowa | Puchar kraju | Puchar kraju | Kontynentalne | Kontynentalne | Inne  | Inne   | Suma  | Suma   |
| Club               | Season             | Liga               | Mecze | Bramki | Mecze        | Bramki       | Mecze        | Bramki       | Mecze         | Bramki        | Mecze | Bramki | Mecze | Bramki |
| ------------------ | ------------------ | ------------------ | ----- | ------ | ------------ | ------------ | ------------ | ------------ | ------------- | ------------- | ----- | ------ | ----- | ------ |
| Atlético Mineiro   | 2020               | Série A            | 8     | 0      | —            | —            | —            | —            | —             | —             | —     | —      | 8     | 0      |
| Atlético Mineiro   | 2021               | Série A            | 4     | 0      | 7            | 0            | 2            | 0            | 0             | 0             | —     | —      | 13    | 0      |
| Atlético Mineiro   | 2022               | Série A            | 8     | 1      | 2            | 0            | 2            | 0            | 2             | 1             | —     | —      | 14    | 2      |
| Atlético Mineiro   | Total              | Total              | 20    | 1      | 9            | 0            | 4            | 0            | 2             | 1             | —     | —      | 35    | 2      |
| PSV                | 2022–23            | Eredivisie         | 6     | 0      | —            | —            | 0            | 0            | 2             | 0             | —     | —      | 8     | 0      |
| Jong PSV           | 2022–23            | Eerste Divisie     | 9     | 2      | —            | —            | —            | —            | —             | —             | —     | —      | 9     | 2      |
| Girona             | 2023–24            | La Liga            | 18    | 4      | —            | —            | 1            | 1            | —             | —             | —     | —      | 19    | 5      |
| Łącznie w karierze | Łącznie w karierze | Łącznie w karierze | 49    | 6      | 9            | 0            | 5            | 1            | 4             | 1             | 0     | 0      | 67    | 8      |

## Sukcesy
Atlético Mineiro
- Campeonato Brasileiro Série A: 2021
- Puchar Brazylii: 2021
- Campeonato Mineiro: 2020, 2021, 2022
- Superpuchar Brazylii: 2022

PSV
- Puchar Holandii: 2022–23
- Superpuchar Holandii w piłce nożnej: 2022